# Ketchup de bananes
Le ketchup de bananes ou sauce de bananes est un condiment populaire philippin préparé à partir de bananes pilées, de sucre, de vinaigre et d'épices. Il est naturellement jaune brun, mais il est souvent coloré en rouge pour ressembler au ketchup ordinaire de tomates. La production de ketchup de bananes a commencé lors de la Seconde Guerre mondiale, alors qu'il y avait une pénurie de ketchup de tomates, à cause d'un manque de tomates et d'une production relativement élevée de bananes en comparaison,.

## Saveur et utilisation
Dans les foyers philippins, ce condiment est utilisé sur à peu près tous les plats, les omelettes (torta), les hot-dogs, les hamburgers, les frites, le poisson, le porc grillé au barbecue, les brochettes de poulet et les autres mets. Le ketchup de bananes est aussi un ingrédient indispensable et particulier de la sauce bolognaise à la philippine, qui est plus sucrée que la sauce bolognaise traditionnelle italienne.
Il est exporté dans les pays où l'on trouve des communautés de Philippins importantes (États-Unis, Italie, Canada, Royaume-Uni, Arabie saoudite, Koweït, Hong Kong, France, Suisse, Australie, Nouvelle-Zélande et Émirats arabes unis).
On attribue l'invention de la recette du ketchup de bananes à Maria Orosa (en) (1893-1945), une spécialiste en génie alimentaire,.